# بويلو (بحيرة)
بحيرة بويلو (بالإسبانية Lago Puelo) هي بحيرة تقع في القسم الشمالي من مقاطعة تشوبوت في إقليم باتاغونيا في الأرجنتين.
هي ذات أصل نهري جليدي ويبلغ أقصى عمق للبحيرة حوالي 180 متر. وهي على شكل حرف إل بالأبجدية اللاتينية، وهي محاطة بمتنزه بحيرة بويلو الوطني.